# کریستف اشپرینگر
کریستف اشپرینگر (انگلیسی: Christoph Springer؛ زادهٔ ۳۰ اکتبر ۱۹۸۵) دوچرخه‌سوار اهل آلمان است.